# 線分

線分の幾何学的な定義

幾何学における線分（せんぶん、英: Line segment）とは、2つの点を通る直線の部分であって、それら2点を含んで間に挟まる全ての点からなるものである。

## 概要
通常は端点も含むものとするが、端点を含まないものも線分として認め、端点を含む狭義の線分を閉線分、含まないものを開線分とすることもある。
線分の例として、三角形や四角形の辺が挙げられる。
もっと一般に、端点がある1つの多角形の頂点となっている線分は、その端点が多角形の隣接する2頂点であるときその多角形の辺となり、そうでないときには対角線である。
また、端点が円周のような1つの曲線上に載っているとき、その線分はその曲線の弦と呼ばれる。

## 定義
V を R または C 上のベクトル空間とし、L を V の部分集合とする。L がある適当なベクトル u, v ∈ V を選べば
{\displaystyle L=\{\mathbf {u} +t\mathbf {v} \mid t\in [0,1]\}}
とパラメータ付けできるとき、L は線分（閉線分）であるという。あるいは同じことだが「線分は2点の凸包である」と定義してもよい。
この時、ベクトル u, u + v は L の端点 (end point) と呼ばれる。
線分が「開」か「閉」かの区別を要することもある。このとき、閉線分の定義は上述のもの、開線分 L は u, v ∈ V を選んで
{\displaystyle L=\{\mathbf {u} +t\mathbf {v} \mid t\in (0,1)\}}
とパラメータ付けできる。片方の端点のみ開いた半開線分は、閉じた方の端点を u ∈ V 、開いた方を u + v ∈ V として
{\displaystyle L=\{\mathbf {u} +t\mathbf {v} \mid t\in [0,1)\}}
となる。

## 性質
- 線分は連結で空ではない集合である。
- V が位相線型空間の時、閉線分は V の閉集合である。しかし、開線分が V の開集合となるのは、V が一次元であるときであり、かつそのときに限る。
- もっと一般に、線分の概念は 順序幾何学（英語版） の枠組みで定義することができる。